# No. 237 Operational Conversion Unit
Die 237 OCU (Operational Conversion Unit) war eine Ausbildungseinheit der Royal Air Force.

## Geschichte
Die Royal Air Force stellte die No. 237 OCU am 31. Juli 1947 in Benson als Einheit für Fotoaufklärung auf. Sie ging aus der aufgelösten No. 8 OTU (Operational Training Unit) hervor und war mit Flugzeugen des Typs de Havilland DH.98 Mosquito Mk II, PR.37, und PR.37A sowie Supermarine Spitfire Mk XVI und Mk XIX ausgerüstet. Sie wurde am 1. Dezember 1951 in Bassingbourn mit der No. 231 OCU zusammengelegt und damit aufgelöst.
Am 23. Oktober 1956 wurde aus einem Teil der 231 OCU die No. 237 OCU in Wyton wiederhergestellt. Die Ausrüstung bestand nun aus English Electric Canberra PR.3 und T.4. Die Wiedervereinigung mit der No. 231 OCU erfolgte am 21. Januar 1958.
Am 1. März 1971 erfolgte eine neue Aufstellung der Einheit in Honington. Sie zog am 19. Oktober 1984 nach Lossiemouth um. Während dieser Zeit kamen Flugzeuge vom Typ Blackburn Buccaneer S.2A und S.2B sowie Hawker Hunter F.6, T.7, T.7A, T.7B und T.8C zum Einsatz. Die Einheit wurde am 1. Oktober 1991 aufgelöst.